# Tiree
Tiree, en gaélique écossais Tiriodh, est une île écossaise des Hébrides Intérieures au Royaume-Uni. L'île de 79 km² a 653 habitants. Elle bénéficie d'un climat océanique. Elle est accessible par des lignes régulières maritime et aériennes. 
La terre est très fertile et les petites exploitations, ainsi que le tourisme et la pêche sont les principales sources d'emploi pour les insulaires. Tiree est un site de planche à voile populaire; il est parfois appelé « Hawaii du nord ». La plupart des années, l'événement de surf Tiree World Classic y a lieu.

## Histoire

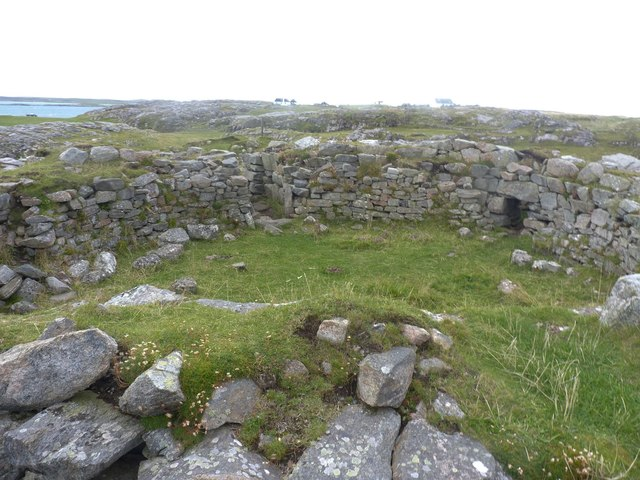
Vue sur l'intérieur des ruines du Dùn Mòr Broch.

Tiree est connue pour les vestiges de sa tour fortifiée : le Dùn Mòr broch, du Ier siècle après J.-C.; pour sa pierre branlante sculptée au Néolithique ou à l'âge de bronze : la Ringing Stone (Clach Na Choire en gaélique) et pour les oiseaux du promontoire de Ceann a 'Mhara.
Adomnan d'Iona rapporte plusieurs histoires relatives à saint Colomba d'Iona et à l'île de Tiree.
Dans une première histoire, Colomba avertit un moine appelé Berach de ne pas naviguer directement d'Iona à Tiree, mais de faire un détour. Malgré cela, le moine va à l'encontre de son avis et navigue directement d'une île à l'autre. En cours de route, une énorme baleine sort de mer et détruit presque son bateau. Colomba donne le même avertissement à Baithéne mac Brénind qui répond que lui et la baleine sont entre les mains de Dieu et Columba lui dit de partir, car sa foi le sauvera. Baithene part pour Tiree, quand la baleine apparaît, il lève les mains et la bénit et alors celle-ci plonge dans l'océan.
Dans une deuxième histoire, Adomnan indique qu'il y a un monastère sur l'île de Tiree appelé Artchain, fondé par un prêtre appelé Findchan, étroitement attaché « de manière charnelle » à Áed Dub mac Suibni. Colomba conteste l'ordination d'Áed Dub parce qu'il avait déjà tué un certain nombre d'hommes et prophétise qu'Áed Dub quittera finalement la prêtrise et reviendra à sa vie pécheresse de meurtrier, pour être tué lui-même violemment,.
Dans une troisième histoire, Adomnan affirme que Baithéne mac Brénind demande à Colomba de prier pour un bon vent pour l'amener à Tiree, cela lui est donné et il traverse la mer d'Iona à Tiree à pleine voile. Dans d'autres récits, Colomba demande à un moine d'aller au monastère de Tiree et de faire pénitence pendant sept ans. Colomba bannit également les démons d'Iona qui ensuite se rendent sur l'île de Tiree pour y affliger les moines. Adomnan enregistre également qu'il y avait plus d'un monastère sur Tiree à cette époque, et que Baithéne mac Brénind avait été abbé de l'un d'eux.
En 1549, Donald Munro, haut doyen des îles, écrit à propos de Thiridh qu'il s'agit d'une terre basse, fertile et fructueuse ... Elle est entièrement habitée et cultivée. Elle comprend deux paroisses ainsi qu'un lac d'eau douce avec un vieux château. Aucun lieu n'est plus fertile pour le blé et elle est bonne pour les oiseaux sauvages et le poisson, avec un bon port pour les galères des Highlands.
En 1770, la moitié de l'île est détenue par quatorze fermiers qui ont drainé des terres pour le foin et le pâturage. Au lieu d'exporter du bétail sur pied (souvent épuisé par le long voyage vers le marché et donc à bas prix), ils commencent à exporter du bœuf salé en barils pour obtenir de meilleurs prix. Le reste de l'île est loué à 45 groupements de tenanciers dans des fermes coopératives : organisations agricoles datant probablement de l'époque clanique. Les bandes de terrain sont attribuées par scrutin annuel. Les dates de semis et de récolte sont décidées en commun. On rapporte qu'en 1774, les Tirésiens sont bien vêtus et bien nourris, ayant en abondance du blé et du bétail.
Son nom dérive de Tìr Iodh, signifiant terre du blé en gaélique, depuis l'époque du missionnaire et abbé celtique du VIe siècle saint Colomba (décédé en 597). Tiree fournit en céréales la communauté monastique de l'île d'Iona, au sud-est de l'île. Un certain nombre de monastères existent alors sur Tiree même, et plusieurs sites ont des dalles en pierre de cette période comme à la chapelle Saint-Patrick au Ceann a' Mhara (NL 938 401) et à Soroby (NL 984 416).

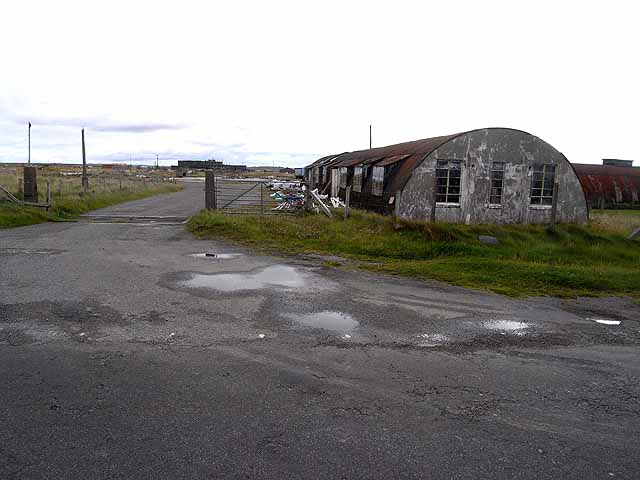
Anciens baraquements militaires de type Nissen à l'aéroport de Tiree.

Le phare de Skerryvore, à 19 km au sud-ouest de Tiree, est construit difficilement entre 1838 et 1844 par Alan Stevenson.
Une importante base de la Royal Air Force est construite sur Tiree pendant la Seconde Guerre mondiale, reconvertie en aéroport civil en 1947. Il y a alors aussi une station radar RAF Chain Home à Kilkenneth et une station radar RAF Chain Home Low à Beinn Hough. Celles-ci ont été précédées d'une station radar temporaire RAF Advanced Chain Home à Port Mor et d'une station radar RAF Chain Home Beam à Barrapol. Après guerre, une station radar RAF Scarinish ROTOR fonctionne à Beinn Ghott.

## Géographie
L'île de Tiree se situe au Royaume-Uni, en Écosse, dans l'archipel des Hébrides Intérieures à 24 km à l'ouest de l'île de Mull. Elle forme avec l'île jumelle de Coll située à 5 km au nord-est un alignement orienté du nord-est au sud-ouest. L'île de forme grossièrement triangulaire mesure 18 km de long pour 10 km au plus large couvrant 79 km². Elle culmine à 140 m au Carnan Mòr au sud de l'île mais l'altitude ne dépasse généralement pas 20 m,.
L'accès à l'île se fait soit par voie maritime ou aérienne. Les traversiers font 5 rotations par semaine en hiver, pour les passagers et les véhicules, à destination du port d'Oban via l'île de Coll. Les liaisons aériennes régulières se font vers Coll et Oban d'une part ainsi que Glasgow d'autre part. 

## Climat
Le climat de l'île est océanique avec des étés tempérés. Ce climat est classé Cfb dans la classification de Köppen.  Tiree, avec sa voisine Coll, bénéficient d'un nombre relativement élevé d'heures d'ensoleillement à la fin du printemps et au début de l'été par rapport à la moyenne du Royaume-Uni.
| Mois                                | jan.   | fév.   | mars   | avril | mai    | juin   | jui.   | août   | sep.   | oct.   | nov.   | déc.   | année    |
| ----------------------------------- | ------ | ------ | ------ | ----- | ------ | ------ | ------ | ------ | ------ | ------ | ------ | ------ | -------- |
| Température minimale moyenne (°C)   | 3,8    | 3,51   | 4,17   | 5,38  | 7,29   | 9,73   | 11,27  | 11,51  | 10,32  | 8,14   | 5,91   | 4,16   | 7,12     |
| Température maximale moyenne (°C)   | 8,04   | 7,9    | 8,88   | 10,67 | 13,08  | 14,87  | 16,32  | 16,55  | 15,24  | 12,7   | 10,22  | 8,53   | 11,94    |
| Ensoleillement (h)                  | 37,3   | 71,8   | 121,81 | 187,4 | 240,18 | 205,33 | 182,64 | 171,19 | 131,94 | 91,19  | 48,55  | 34,82  | 1 524,15 |
| Précipitations (mm)                 | 137,18 | 111,85 | 92,58  | 72,4  | 66,36  | 68,41  | 88,43  | 103,12 | 103,97 | 144,17 | 140,05 | 146,53 | 1 275,02 |
| Nombre de jours avec précipitations | 20,87  | 17,13  | 17,1   | 12,43 | 12,77  | 12,13  | 14,33  | 15,44  | 15,23  | 19,23  | 20,59  | 21     | 198,25   |

| Diagramme climatique                                  |               |               |               |                |                |                 |                  |                  |                |                 |                |
| J                                                     | F             | M             | A             | M              | J              | J               | A                | S                | O              | N               | D              |
| 8,043,8137,18                                         | 7,93,51111,85 | 8,884,1792,58 | 10,675,3872,4 | 13,087,2966,36 | 14,879,7368,41 | 16,3211,2788,43 | 16,5511,51103,12 | 15,2410,32103,97 | 12,78,14144,17 | 10,225,91140,05 | 8,534,16146,53 |
| Moyennes : • Temp. maxi et mini °C • Précipitation mm |               |               |               |                |                |                 |                  |                  |                |                 |                |

## Démographie
L'île connaît dans la seconde moitié du XVIIIe siècle et jusqu'au recensement de 1847 une forte croissance démographique passant de 1500 à près de 5000 habitants. La population diminuera ensuite régulièrement jusque dans les années 1970 où elle passe sous les 800 habitants, stagnant autour de 750 habitants dans les années 1980 à 2000, pour diminuer à nouveau ensuite.   
| 1747  | 1750  | 1765  | 1768  | 1776  | 1779  | 1787  | 1792  | 1802  |
| ----- | ----- | ----- | ----- | ----- | ----- | ----- | ----- | ----- |
| 1 500 | 1 509 | 1 793 | 1 676 | 1 997 | 1 881 | 2 306 | 2 443 | 2 776 |

| 1808  | 1831  | 1841  | 1851  | 1861  | 1871  | 1881  | 1891  | 1901  |
| ----- | ----- | ----- | ----- | ----- | ----- | ----- | ----- | ----- |
| 3 200 | 4 453 | 4 961 | 3 699 | 3 217 | 2 837 | 2 755 | 2 402 | 2 187 |

| 1911  | 1921  | 1931  | 1941        | 1951  | 1961 | 1971 | 1981 | 1991 |
| ----- | ----- | ----- | ----------- | ----- | ---- | ---- | ---- | ---- |
| 1 825 | 1 716 | 1 451 | [ notes 4 ] | 1 219 | 993  | 875  | 757  | 748  |

| 2001 | 2011 | - | - | - | - | - | - | - |
| ---- | ---- | - | - | - | - | - | - | - |
| 770  | 653  | - | - | - | - | - | - | - |